# بوشتيان سيزار

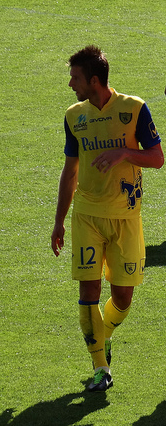

بوشتيان سيزار (بالسلوفينية: Boštjan Cesar)‏ (مواليد 9 يوليو 1982 في لوبلانا - يوغوسلافيا) لاعب كرة قدم سلوفيني يلعب حالياً لصالح نادي الدرجة الأولى كييفو فيرونا الإيطالي منذ 2010 في مركز قلب الدفاع.

## روابط خارجية
- بوشتيان سيزار على موقع الاتحاد الدولي (مؤرشف)  (الإنجليزية)
- بوشتيان سيزار على موقع الاتحاد الأوربي (الإنجليزية)
- بوشتيان سيزار على موقع قاعدة بيانات كرة القدم.إي يو (الإنجليزية)
- بوشتيان سيزار على موقع ناشيونال فوتبول تيمز (الإنجليزية)
- بوشتيان سيزار على موقع Soccerbase.com (لاعب) (الإنجليزية)
- بوشتيان سيزار على موقع Soccerway.com (الإنجليزية)
- بوشتيان سيزار على موقع عالم كرة القدم.نت (الإنجليزية)
- بوشتيان سيزار على موقع AS.com (الإسبانية)